# Siettitia balsetensis
Siettitia balsetensis är en skalbaggsart som beskrevs av Abeille de Perrin 1904. Siettitia balsetensis ingår i släktet Siettitia och familjen dykare. IUCN kategoriserar arten globalt som utdöd. Inga underarter finns listade i Catalogue of Life.